# Hana to hebi
Hoa và Rắn (花と蛇 (Hoa và xà) Hana to hebi) là một bộ phim hồng của Nhật Bản ra mắt năm 1974 với sự tham gia diễn xuất của nữ diễn viên Naomi Tani, do Masaru Konuma làm đạo diễn và do Nikkatsu phát hành. Bộ phim dựa trên cuốn tiểu thuyết cùng tên của nhà văn bạo dâm hư cấu nổi tiếng nước Nhật là Oniroku Dan và là bộ phim khiêu dâm lãng mạn đầu tiên của hãng Nikkatsu đề cập đến chủ đề bạo dâm. Cùng với bộ phim nối tiếp sau đó là Ikenie Fujin (cũng do Konuma đạo diễn và giữ nguyên dàn diễn viên chính vào năm 1974), Hoa và Rắn được cho là bộ phim khởi đầu cho loạt phim bạo dâm lãng mạn đã góp phần cứu vớt hãng phim khỏi nguy cơ phá sản trong những năm 70 của thế kỉ 20.

## Nội dung
Makoto Katagiri (Yasunori Ishizu) là một người đàn ông 30 tuổi sống với mẹ của mình là Miyo (Hiroko Fuji) trong một ngôi nhà kiêm luôn cửa hàng đồ chơi người lớn. Bà Miyo còn điều hành một công ty chụp ảnh bạo dâm trong chính ngôi nhà này. Khi còn nhỏ, Makoto đã bắn chết một gã lính Mỹ da đen khi anh phát hiện tên này có quan hệ tình dục với mẹ mình. Sự việc khiến Makoto bị chấn thương tâm lý và mắc chứng rối loạn cương dương (liệt dương). Do đó anh luôn bị mẹ và các nhân viên của bà coi là một đứa trẻ. Tuy nhiên, Makoto lại có mối quan tâm đặc biệt tới bạo dâm và coi đó như một sở thích, bất chấp anh không có chỗ nào để "xả" những ham muốn đó của mình.
Senzô Tôyama (Nagatoshi Sakamoto) là ông chủ lớn tuổi của công ty nơi Makoto làm việc. Trùng hợp là lão ta cũng dành sự quan tâm tới bạo dâm. Tuy nhiên, người vợ mới của lão là Shizuko (Naomi Tani) không thích việc bị Senzô trói lại hay ngắm nhìn lúc tắm. Vì lẽ đó, lão quyết định trút sự bực bội và nhu cầu tình dục của mình lên cô hầu gái Haru (Hijiri Abe) và khiến cô phải sung sướng, thích thú với những kiểu quan hệ của lão. Sau khi phát hiện nhiều tranh ảnh bạo dâm trong bàn làm việc của Makoto, Senzô yêu cầu anh đến nhà mình, buộc anh phải bắt cóc và "huấn luyện" vợ lão, làm sao đấy khiến Shizuko phải phục tùng ham muốn bệnh hoạn của lão. Sau một hồi do dự, Makoto đồng ý.
Khi đang ở trong thị trấn, Senzô pha thuốc ngủ vào trà của vợ, rồi cho phép Makoto rời khỏi xe cùng Shizuko. Trên đường về nhà, Makoto dừng lại ở một cánh đồng rồi cố gắng cưỡng hiếp Shizuko đang nửa tỉnh nửa mê. Tuy nhiên việc ham muốn trỗi dậy làm ký ức giết người năm xưa ùa về khiến anh không tài nào thực hiện kế hoạch. Makoto bèn đưa Shizuko về nhà. Tại đây, cô tỉnh dậy, thấy mình bị trói nên bèn kêu cứu. Điều này thu hút sự chú ý của Miyo. Thay vì giúp đỡ người phụ nữ này, bà Miyo có vẻ hài lòng với hành động của con trai mình, thậm chí còn khuyến khích anh cưỡng hiếp Shizuko. Khi Makoto nói rằng anh không thể làm vậy vì cô quá xinh đẹp, Miyo đề nghị Makoto cho Shizuko uống thuốc xổ. Sau khi cho cô uống và chứng kiến cảnh cô đại tiện, anh mới phát hiện ra mình có thể trở nên hưng phấn mà không gặp vấn đề gì. Sau đó Makoto cưỡng hiếp Shizuko còn mẹ anh đứng ngoài nghe lén.
Makoto thường xuyên báo cáo tiến độ của quá trình "huấn luyện" cho Senzô bằng cách cung cấp băng ghi âm, thậm chí cả bằng chứng thực tế cho lão. Mặt khác, anh cũng bắt đầu nảy sinh tình cảm với Shizuko. Một ngày nọ, Makoto trở về nhà và thấy Miyo cùng các nhân viên đang tra tấn Shizuko. Anh giận dữ ra lệnh cho họ buông cô ra, bảo họ không được chạm vào cô cho đến khi anh có mặt. Shizuko cũng dần cảm thấy mình trở nên thoải mái hơn với Makoto. Sau đó, cô hỏi Makoto liệu anh có sẵn sàng bảo vệ cô không. Anh nói có và khẳng định sẽ dành cả phần đời còn lại của mình cho cô. Makoto đem chuyện này kể với mẹ, tuy nhiên bà phản đối quyết liệt. Anh giận dữ gọi Miyo là bà già.
Một ngày khác, Makoto trở về nhà và thấy Shizuko bị trói và bị một gã áo đen cưỡng bức. Anh bàng hoàng nhận ra đây chính là kẻ từ trong giấc mơ của mình. Hắn ngay lập tức xông lên tấn công Makoto. Sau đó, Miyo bước vào và trả tiền cho người đàn ông, đồng thời tiết lộ rằng chính bà là kẻ sắp xếp vụ này, mục đích khiến Makoto nhớ về những ký ức đau buồn, khiến anh không thể quan hệ tình dục nữa. Makoto cố gắng làm tình với Shizuko, nhưng anh đã bất lực vì chứng liệt dương của mình lại ập đến. Mặc dù vậy, anh vẫn tiếp tục "huấn luyện" Shizuko, đưa cô ra ngoài đi dạo. Trong lúc đi dạo, Makoto đã cởi trói để cô đi vệ sinh nhà vệ sinh. Sau một lúc chờ đợi, Shizuko đã quay trở lại trước sự vui mừng của Makoto. Cả hai sau đó quyết định đi xem một bộ phim khiêu dâm. Trong phim, có một người đàn ông da đen giống người đàn ông trong giấc mơ của Makoto. Tuy lúc đầu cảm thấy không thoải mái, nhưng sau đó Makoto đã nhớ ra mọi chuyện từ thời thơ ấu. Thực ra chính Miyo mới là người giết gã đàn ông đó chứ không phải anh. Quá vui sướng, Makoto gọi điện cho mẹ từ một bốt điện thoại công cộng để nói với bà rằng anh đã nhớ ra mọi chuyện, đồng thời để bà nghe anh anh làm tình với Shizuko trong cuộc gọi đó..
Cuối cùng, Senzô cũng tìm đến để đòi lại vợ. Makoto ngạc nhiên khi Shizuko háo hức đến bên chồng. Anh yêu cầu Shizuko ly hôn để hai người có thể bên nhau, nhưng Shizuko từ chối, nói rằng cô đang hạnh phúc vì bây giờ mình đã hoàn toàn giống một con đĩ như Senzô mong muốn. Mặc dù vậy, Shizuko đề nghị Makoto đi cùng với mình. Makoto do dự một lát rồi đồng ý. Miyo khẩn cầu con trai đừng đi, nhưng cả ba đã chui vào trong xe của Senzô và khuất bóng, bỏ lại Miyo quẫn trí đuổi theo chiếc xe trong vô vọng. Bộ phim kết thúc với hình ảnh Shizuko bị trói, bên cạnh là Senzô và Makoto. Bên ngoài là cảnh cô hầu gái Haru đang quan sát một cách kinh ngạc.

## Diễn viên
- Naomi Tani[2] - Shizuko Tôyama
- Nagatoshi Sakamoto - Senzô Tôyama
- Yasunori Ishizu - Makoto Katagiri
- Hiroko Fuji - Miyo Katagiri
- Akira Takahashi
- Hijiri Abe - Haru

## Sản xuất
Trong một nỗ lực nhằm tránh khỏi sự phá sản, Nikkatsu, hãng phim lâu đời nhất của Nhật Bản đã bắt tay vào thực hiện một bộ phim hồng, hay còn gọi là phim khiêu dâm softcore vào năm 1971 với loạt phim hồng nổi tiếng và được giới phê bình khen ngợi. Tuy nhiên, năm 1974 mới thực sự là một năm khó khăn của hãng phim, khi họ không có phim nào mang đến lợi nhuận cao.
Kể từ cuối những năm 1960, Naomi Tani bắt đầu trở nên nổi tiếng với biệt danh "Nữ hoàng màu hồng". Cô là nữ diễn viên nổi tiếng nhất trong dòng "phim hồng" độc lập kinh phí thấp từng thống trị thị trường điện ảnh nội địa Nhật Bản. Nikkatsu từng cố gắng tuyển mộ Tani vào loạt phim Roman Porno của họ trong nhiều năm trời, nhưng cô luôn từ chối vì hãng phim không chịu tham gia thể loại phim bạo dâm, vốn là sở trường của cô. Tani cuối cùng đồng ý gia nhập hãng phim với điều kiện bộ phim đầu tiên của cô phải là tác phẩm dựa trên cuốn tiểu thuyết bạo dâm Hoa và Rắn của Oniroku Dan. Bởi lẽ, Tani từng thủ vai chính trong phiên bản điện ảnh của cuốn tiểu thuyết khác do Dan chấp bút có tên mang tên Flower and Snake: Rearing the Flesh (花と蛇より　肉の飼育) do Yamabe Pro phát hành.
Nikkatsu đồng ý với các điều kiện của Tani, nhưng vẫn còn một trở ngại là làm sao thuyết phục Oniroku Dan cho phép hãng phim chuyển thể cuốn tiểu thuyết của ông lên màn ảnh. Sau những cuộc thương lượng kéo dài, Dan đã mời đạo diễn Masaru Konuma và nhà viết kịch bản Yozo Tanaka đến nhà của mình để "thảo luận thêm". Đang họp thì đột ngột mất điện, Dan gọi người đến thắp nến. Lúc này, Naomi Tani bất ngờ xuất hiện trong bộ kimono truyền thống của Nhật Bản, cầm trên tay một chiếc đèn lồng. Konuma sau đó nói, "Đây là cảm giác sân khấu của Dan - cách mà ông ấy nói đồng ý".
Cả đạo diễn Konuma và biên kịch Tanaka đều đồng thuận rằng cuốn tiểu thuyết của Dan không thể dựng thành phim được và bắt buộc phải cải biên đôi chút. Tuy nhiên cả Dan lẫn Naomi Tani đều phản đối điều này, từ đó giữa hai bên đã có những xích mích đáng kể về câu chuyện trong quá trình viết kịch bản. Konuma sau này đã nhận xét về vai trò của Naomi Tani trong quá trình làm phim như sau: "Trong khi chúng tôi đang xây dựng phần kịch bản cuối cùng, cô ấy tranh cãi rất nhiều. Tuy nhiên, tôi rất ấn tượng với sự thay đổi trong thái độ của cô ấy sau quyết định cuối cùng của công ty. Trong suốt buổi ghi hình, cô ấy không bao giờ gây khó khăn cho chúng tôi. Thay vào đó, cô ấy rất tận hiến. Tôi ngưỡng mộ sự chuyên nghiệp của cô ấy".
Sau khi Hoa và Rắn trở thành một tác phẩm ăn khách, hãng Nikkatsu muốn xây dựng một vài phần phim tiếp theo. Tuy nhiên Dan đã từ chối tham gia vào bộ phim tiếp theo, Ikenie Fujin (1974), phần phim mà thậm chí còn thành công hơn so với Hoa và Rắn. Tuy nhiên, về sau Dan đã hòa giải với hãng phim và thiết lập mối quan hệ cộng tác bền chặt với cả Nikkatsu và Naomi Tani.

## Đánh giá
Về khía cạnh lịch sử, Hoa và Rắn được coi là có tầm quan trọng hơn so với giá trị nghệ thuật của nó. Đến phần phim Ikenie Fujin, tác phẩm càng được giới phê bình đánh giá cao hơn. Tuy ban đầu Oniroku Dan không hài lòng với bộ phim, nhưng sau đó ông đã hòa giải với hãng để cùng hợp tác xây dựng nhiều bộ phim khác từ tiểu thuyết của mình, trong đó có Ikenie Fujin. Nhận định về Hoa và Rắn, Izumi Evers cho biết: "Cách tiếp cận có phần ngây thơ của Nikkatsu vô tình làm tăng thêm tính hài hước", nhưng cũng không quên đánh giá: "Nhân vật nữ chính, người bị những gã đàn ông 'huấn luyện' một cách khổ sở, thực ra mới chính là người kiểm soát họ (những người đàn ông) suốt thời gian đó. Với tôi, bất chấp tất cả những sỉ nhục mà những người phụ nữ dũng cảm như Naomi phải trải qua, thì đây là sự thật cơ bản đằng sau những bộ phim khiêu dâm tại Nhật Bản vào những năm bảy mươi của thế kỉ hai mươi". Mặc dù Weissers gọi bộ phim là "rác rưởi được xây dựng tốt", nhưng ông cũng thừa nhận đây là một trong những tác phẩm điện ảnh hay nhất của hãng Nikkatsu ở thể loại này.

## Phát hành
Media Blasters tuyên bố bản phát hành DVD của bộ phim dự kiến sẽ ra mắt vào ngày 28 tháng 8 năm 2007.

## Phiên bản làm lại
Hoa và Rắn có một phiên bản làm lại cùng tên ra mắt vào năm 2008, với cốt truyện hoàn toàn khác. Bộ phim ra mắt phần thứ hai vào năm 2005. Cả hai bộ phim đều do Takashi Ishii đạo diễn và Aya Sugimoto thủ vai chính. Một phiên bản làm lại khác cũng được phát hành sau đó 5 năm do Yusuke Narita đạo diễn và Minako Komukai đóng chính.